# خودگیرنده
خودگیرنده (انگلیسی: Autoreceptor) نوعی گیرنده است که در غشای سلولی پیش‌سیناپسی یاخته‌های عصبی واقع شده‌است. این گیرندهٔ بخشی از حلقهٔ بازخورد منفی در ترارسانی پیام است و تنها به پیام‌رسان‌های عصبی یا هورمون‌های رها شده از همان یاختهٔ عصبی که در آن واقع شده‌اند، حساس است؛ برخلاف دگرگیرنده‌ها که به پیام‌رسان‌های عصبی یا هورمون‌های ترشح‌شده از یاخته‌های دیگر حساس هستند. هر گیرنده‌ای بر حسب نوع پیام‌رسانی که از یاختهٔ عصبی خودش رها می‌شود، ممکن است نقش خودگیرنده یا دگرگیرنده ایفا کند.
خودگیرنده‌ها می‌توانند در هرجایی از غشای سلولی باشند: در دندریت، پریکاریون، آکسون، یا پایانه‌های آکسونی.
یک یاختهٔ عصبی پیش‌سیناپسی به‌طور معمول، یک پیام‌رسان عصبی خاص در پایانه پیش سیناپسی رها می‌کند که توسط گیرنده‌های پس‌سیناپسی یاختهٔ عصبی بعدی شناسایی می‌شود. خودگیرنده‌ها می‌توانند این پیام‌رسان عصبی خاص را شناسایی کرده و در کنترل فرایندهای داخل‌سلولی (معمولاً جلوگیری از ترشح بیشتر آنها یا جلوگیری از ساخت پیام‌رسان‌ها) شرکت دارند. در نتیجه رهاسازی پیام‌رسان‌های عصبی توسط یک سامانهٔ بازخورد منفی کنترل و تنظیم می‌شود. خودگیرنده‌ها عموماً از نوع گیرنده جفت‌شونده با پروتئین جی هستند (و نه کانال یونی دریچه-لیگاندی) و از طریق «پیغام‌برهای ثانویه» عمل می‌کنند.